# 252 TCN
252 TCN là một năm trong lịch La Mã.